# Dexibuprofén
A dexibuprofén más néven (S)-ibuprofén gyulladáscsökkentő, fájdalom- és lázcsillapító hatású nem szteroid gyulladásgátló vegyület. Az (S)-ibuprofén az ibuprofén farmakológiailag aktív enantiomerje.

## Hatása
Gátolja a prosztaglandin bioszintézisét, alapvetően ez hatásmechanizmusának alapja.
A (S)-ibuprofén hatékonyabb ciklooxigenáz-2 (COX-2) gátló, mint az ibuprofén.
Klinikai vizsgálatokban összehasonlították az ibuprofén és az (S)-ibuprofén hatékonyságát oszteoartrózis, fogászati fájdalom, láz és diszmenorrhea kezelésében.
Ha az ibuprofén adagjának 50%-át alkalmazták (S)-ibuprofénből, az elegendő volt a klinikai hatékonyság tekintetében. Az (S)-ibuprofén/ibuprofén 1:2 dózisaránya alacsonyabb, mint azt az összehasonlító farmakokinetikai vizsgálatokból várni lehetett. Egészséges önkénteseken végzett farmakokinetikai vizsgálatok felvetik, hogy a R(-)-ibuprofén (az ibuprofén racém elegyének egyik alkotója) miután átmegy egy metabolikus királis inverzión (S(+)-ibuprofénné, azaz (S)-ibuprofénné alakul), hozzájárul a klinikai hatékonyság fokozásához.
Az (S)-ibuprofén ibuprofénhez viszonyított fokozott hatékonysága összefüggésben lehet annak fokozott COX-2 szelektivitásával, de más magyarázatok is elképzelhetők.

## Fordítás
- Ez a szócikk részben vagy egészben  a   Dexibuprofen című angol Wikipédia-szócikk ezen változatának fordításán alapul.  Az eredeti cikk szerkesztőit annak laptörténete sorolja fel. Ez a jelzés csupán a megfogalmazás eredetét és a szerzői jogokat jelzi, nem szolgál a cikkben szereplő információk forrásmegjelöléseként.